# Serica subglobosa
Serica subglobosa är en skalbaggsart som beskrevs av Anton Franz Nonfried 1892. Serica subglobosa ingår i släktet Serica och familjen Melolonthidae. Inga underarter finns listade i Catalogue of Life.